# Aldo Junior Simoncini
Aldo Junior Simoncini (sinh ngày 30 tháng 8 năm 1986) là một cầu thủ bóng đá người San Marino thi đấu ở vị trí thủ môn cho câu lạc bộ S.S. Cosmos.

## Sự nghiệp câu lạc bộ
Lúc 19 tuổi, sự nghiệp của anh gần như chấm dứt sau khi bị thương trong vụ tai nạn tông xe hơi.
Simoncini được ký bởi câu lạc bộ Ý A.C. Cesena năm 2011. Vào tháng 1 năm 2012 anh được ký bởi Valenzana với bản hợp đồng tạm thời.

## Sự nghiệp quốc tế
Simoncini từng đại diện San Marino ở cấp độ quốc tế.

## Bên ngoài bóng đá
Simoncini kết hợp sự nghiệp thi đấu của mình với nghề kế toán.